# Jodacris alvarengai
Jodacris alvarengai är en insektsart som beskrevs av Roberts och Frédéric Carbonell 1981. Jodacris alvarengai ingår i släktet Jodacris och familjen gräshoppor. Inga underarter finns listade i Catalogue of Life.